# オオルリソウ属
オオルリソウ属(オオルリソウぞく、Cynoglossum)は、ムラサキ科の属の一つである。
ヨーロッパ、アジア、北アフリカに約200種あり、日本には3種分布する。近年の分子系統学解析によって、アメリカ大陸のものが本属から分離され、地中海沿岸地域から中央アジアにかけた従来別属として認められていた属が包含され、属の範囲が大きく変更された。

## 種
和名、学名はYListによる。

### 日本に分布する種
- オニルリソウ Cynoglossum asperrimum Nakai
- タイワンルリソウ Cynoglossum lanceolatum Forssk. var. formosanum (Nakai) H.Hara
- オオルリソウ Cynoglossum furcatum Wall. var. villosulum (Nakai) Riedl

### その他の主な種
- タカネルリソウ Cynoglossum alpestre Ohwi
- ホソバルリソウ（別名、シナワスレナグサ）Cynoglossum amabile Stapf et Drumm.
- エダウチルリソウ Cynoglossum divaricatum Stephan ex Lehm.
- ウスバルリソウ Cynoglossum furcatum Wall. var. furcatum - オオルリソウの基本種

## 性状
本来は旧大陸の温帯地方に分布していたが、性質が強健なため、現在は極地や砂漠、高山帯以外のほとんどの地域に分布しており、日本でもオオルリソウが、西日本の荒れ地などに自生している。耐寒性のある越年草で、一部多年草のものもある。長い柄のあるへら型の根生葉で越冬し、茎に付く葉は互生する。花は総状花序で、春から夏に咲き、青紫のものが多い。
C. officinaleは、かつて、虫さされや小さな傷の手当てに使われる薬草として用いられ、アメリカやオセアニア大陸にも持ち込まれたが、鍵状のとげのついたタネが、家畜の毛につきやすく、現在ではやっかいな雑草の一つになっている。
また、シナワスレナグサは、秋まき一年草の草花として、家庭園芸で栽培されている。

## 学名の由来
属名 Cynoglossum はギリシャ語の kynos + glossa（イヌ+舌）に由来し、葉の形とざらつきから出た名前である。英語ではhound's tongueという。